# Strandabyggð
Strandabyggð és un municipi d'Islàndia, a la regió de Vestfirðir. Té una extensió de 1.834 km² i una població de 405 habitants a primer de gener de 2025.
El municipi va ser creat el 10 de juny de 2006 mitjançant la fusió dels antics municipis de Hólmavíkurhreppur i Broddaneshreppur després d'una votació a l'abril de 2006. També es vàren votar entre tres propostes de nom del nou municipi: Strandahreppur, Strandabyggð i Sveiterafiklið Strandir. A l'escrutini el nom Strandabyggð va rebre la majoria de vots, 95, però molts vots van ser invalidats per portar escrit el nom de Hólmavíkurhreppur que no constava com a opció possible de nom.
La principal població del municipi és Hólmavík.